# Lomaspilis hjordisi
Lomaspilis hjordisi là một loài bướm đêm trong họ Geometridae.